# Слободка-Залесецкая
Слободка-Залесецкая (укр. Слобідка-Залісецька) — село в Дунаевецком районе Хмельницкой области Украины.
Население по переписи 2001 года составляло 121 человек. Почтовый индекс — 32445. Телефонный код — 3858. Занимает площадь 0,423 км². Код КОАТУУ — 6825883203.

## Местный совет
32445, Хмельницкая обл., Дунаевецкий р-н, с. Маков, ул. Чапаева, 22